# Гра престолів (сезон 4)
Четвертий сезон фентезійного драматичного серіалу  «Гра престолів», прем'єра котрого відбулась на телеканалі НВО 6 квітня 2014 році, а заключна серія вийшла 15 червня 2014 року, складається з 10 епізодів. Він насамперед був адаптований з другої половини «Бурі мечів», поряд з елементами з «Бенкету круків» та «Танцю з драконами» Джорджа Р. Р. Мартіна.

## Виробництво
2 квітня 2013 року НБО продовжив серіал на четвертий сезон.

### Команда
Девід Беніофф та Ді Бі Вайсс є головними сценаристами та шоуранерами сезону. Вони спільно написали сценарій для семи епізодів серіалу з десяти. Сценарії до трьох епізодів, що залишились, написали Брайан Когман (2 епізоди) та автор «Пісня Льоду та Полум'я» Джордж Р. Р. Мартін (1 епізод).
Беніофф та Уайсс разом зняли прем'єрний епізод, після дебюту в ролі режисерів у третьому сезоні, проте в титрах з'явився лише Уайсс, в той час як в титрах епізоду третього сезону з'явився лише Беніофф; Алекс Грейвз, котрий зняв два епізоди третього сезону, повернувся в режисерське крісло в другому, третьому, восьмому і десятому епізодах; Мішель Макларен, котра зняла два епізоди третього сезону, зняла четвертий та п'ятий епізоди в цьому сезоні; колишній оператор серфалу Алік Сахаров, котрий знімав для другого та третього сезонів, повернувся зняти шостий та сьомий епізоди; також Ніл Маршалл виступив режисером дев'ятого епізоду. До цього єдиним епізодом, знятим Маршаллом для шоу, був дев'ятий епізод другого сезону під назвою «Чорноводна»

### Знімання
Знімання сезону почали 8 липня 2013 року в Північній Ірландії. Також знімання продовжувалось в Ісландії та Дубровнику. Нові міста в Хорватії включають палац Діоклетіана в Спліту, фортеця Кліс на півночі Спліта, карьєр Перун на сході Спліта, гору Мосор та Башка-Воду на півдні. Знімання тривало 136 днів та завершилось 21 листопада 2013 року.

### Кастинг
В четвертому сезоні Гвендолін Крісті (Брієна Тарт), Іван Реон (Рамсі Сноу), Кристофер Хів'ю (Тормунд Великанья Смерть) та Ганна Мюррей (Лілі), котрі раніше грали другопланові ролі, увійшли в основний акторський склад. Ім'я Іена Глена було перенесено в кінець титрів та перед ними була додана частина «с».
Роль принца Оберіна Мартелла, на прізвисько Червоний Змій, була виконана американсько-чилійським актором Педро Паскалем. Коханку принца Оберіна Елларію Сенд зіграла Індіра Варма.
Роджер Ештон-Гріффітс приєднався до акторського складу в ролі Мейса Тірелла, лорда Хайгардена. Обраного на цю роль актора затвердив Джордж Мартін. Марк Ґетісс зіграв Тихо Несторіса, представника Залізного Банку Браавоса, котрому Залізний Трон винен мільйони золота, взятого в борг. Роль вельможи Міеріна Хіздара зо Лорка була виконана британцем Джоелем Фраєм. Елізабет Вебстер отримала роль «Товстої» Уолди Фрей: Уолда є онукою Уолдера Фрея та молодою дружиною Русе Болтона.
Паола Діонісотті та Руперт Вансіттарт отримали ролі васалів будинку Аррен Аньї Уейнвуд та «Бронзового» Йона Ройса відповідно. Російський актор Юрій Колокольников зіграв мангара Теннов Стіра. На двох містичних персонажів з сюжетної лінії Брана також був оголошений кастинг: Трьохокову Ворону зіграв Струан Роджер, а Дитя Лісу Листочок — Октавія Александру.
На кілька ролей в четвертому сезоні був проведений рекаст. Міхіль Хейсман був обраний на роль Дааріо Нахаріса, котрого в трьох епізодах третього сезону зіграв Ед Скрейн. Дін-Чарльз Чепмен виконав роль Томмена Баратеона, молодшого брата короля Джоффрі. В першому та в другому сезоні роль Томмена виконував Каллум Уоррі. Чепмен вже з'являвся у двох епізодів третього сезону («Стезя страждань» та «Поцілована вогнем») в ролі Мартіна Ланністера. Гафтор Бйорнссон отримав роль сіра Грігора Клігана, на прізвисько «Горой». Гафтор замінив Іена Уайта, котрий виконував цю роль в другому сезоні.
Після відсутності щонайменше протягом попереднього сезону, до своїх ролей повернулись Оуен Тіл (Аллісер Торне), Кейт Дікі (Ліза Аррен), Домінік Картер (Янос Слінт), Тоні Вей (Донтос Холлард), Енді Беквіт (Рорж), Джерард Джордан (Кусака), Енді Келлегер (Поллівер), Ліно Фасіоль (Робін Аррен) та Брайан Форчун (Отелл Ярвік)

### Музика
Ісландський пост-рок гурт Sigur Rós з'являється в другому епізоді як гурт музикантів, котрий грає на королівському весіллі. Це продовжило традицію запрошувати відомі інді-гурти, розпочату в другому сезоні з гурту The National та продовженому в третьому сезоні гуртом The Hold Steady
Саундтрек до четвертого сезону вийшов 1 липня 2014 року.

## Епізоди
Всього четвертий сезон складається з 10 серій. Тривалістю близько 60 хвилин кожна. Сезон є екранізацією останньої третьої частини книги «Буря Мечів», а також використовуються деякі глави книг «Бенкет круків» та «Танець з Драконами».
| № | #  | Назва                                            | Режисер        | Сценарій                  | Дата виходу |
| --- | -- | ------------------------------------------------ | -------------- | ------------------------- | ----------- |
| 31 | 1  | Два мечі (Two Swords)                            | Ден Вайс       | Девід Беніофф та Ден Вайс | 06.04.2014  |
| У Королівській Гавані меч із валірійської сталі Еддарда Старка перековують на два нових. Однорукий Джеймі відмовляється служити батьку як спадкоємець і залишається в рядах Королівській Гвардії. Тіріон посланий зустріти почесного гостя — принца Оберіна Мартелла, ворога Ланістерів, знаходить його у борделі. Брієна Тарт розповідає Маргері про те, як помер король Ренлі Баратеон, а убита горем Санса знаходить несподіваного союзника — блазня Донтоса, який дарує їй намисто своєї матері. Біля Стіни здичавілі готуються до атаки на Чорний замок, а Джон звітує перед офіцерами Нічного Дозору. За морем армія Дейнеріс і звільнені раби рухаються на Міерин, найбільше із работоргових міст. У Річкових землях Арія і Сандор Кліган стикаються в корчмі з солдатами Ланістерів і вбивають їх, а Арія повертає свій меч, на ім'я "Голка". |    |                                                  |                |                           |             |
| 32 | 2  | Лев і Троянда (The Lion and the Rose)            | Алекс Грейвс   | Джордж Мартін             | 13.04.2014  |
| У Королівській Гавані відбувається весілля Джоффрі та Маргері. Тіріон відсилає від себе Шаю і просить найманця Брона дати Джеймі уроки фехтування, якому після втрати руки треба було вчитися всьому наново На півночі Рамсі Сноу полює на людей і зустрічає батька, лорда Русе Болтона, який добрався у свої землі морем. Рамсі пропонує батьку за допомогою "Вонючки"-Теона захопити Рів Кейлін. За Стіною Бран використовує свій талант варга на чардреві і вступає в контакт із трьохоким вороном. На Драконівському Камені Станніс спалює "ідолопоклонників", а Мелісандра спілкується із Ширен. На весіллі в Королівській Гавані королю Джоффрі несподівано стає погано, і він помирає; Серсея звинувачує Тіріона у смерті сина і наказує взяти його під варту. |    |                                                  |                |                           |             |
| 33 | 3  | Руйнівниця кайданів (Breaker of Chains)          | Алекс Грейвс   | Девід Беніофф та Ден Вайс | 20.04.2014  |
| Донтос рятує Сансу від гніву Серсеї і доставляє до Петира Бейлиша, Петир забирає її на корабель, а Донтоса наказує вбити. Тайвін Ланістер пояснює Томмену суть королівського правління. Серсея не хоче чесного суду і просить Джеймі убити Тіріона, але той відмовляється. Сем відправляє Джиллі з сином із Чорного замку у Кротове містечко. Тайвін пропонує принцу Оберіну зайняти місце одного із суддів на суді Тіріона, а також обіцяє можливість "поспілкуватися" з Горою, який убив сестру принца. Здичавілі і тенни нападають на село, вбиваючи усіх, залишивши в живих лише одного хлопчика, щоб той передав вість у Чорний замок. Джон Сноу пропонує похід, щоб перебити бунтівників, що засіли у будинку Крастера, оскільки ті можуть розповісти здичавілим про те, що в Чорному Замку дуже мало захисників і він практично беззахисний. Давос свариться із Станнісом і просить Ширен написати секретного листа від імені Станниса у Браавос. Тіріон просить Подрика передати Джеймі прохання про допомогу, а самому наказує покинути Королівську Гавань. Фермер дає притулок Сандору та Арії, але наступного дня Сандор грабує його, чим дуже розсердив Арію. Тим часом, військо Дейнеріс підходить до стін Міерина і готове почати облогу. Дааріо і інші супутники Дейнеріс викликаються на поєдинок із виставленим містом бійцем, Дейнеріс вибирає Дааріо, і той з легкістю виграє бій. Дейнеріс звертається до рабів Міерина з пропозицією перейти на її сторону, обіцяючи свободу. |    |                                                  |                |                           |             |
| 34 | 4  | Вірний клятві (Oathkeeper)                       | Майкл Макларен | Браян Когман              | 27.04.2014  |
| У «Затоці Работорговців» Сірий Черв'як таємно проникає в Міерин та здіймає повстання рабів, яке дозволяє Дейнеріс захопити місто. У Королівській Гавані Джеймі спілкується із Тіріоном та Серсеєю, але так і не наважується на які-небудь дії; замість цього він дарує Брієні свій валірійський меч, якому Брієна дає ім'я «Вірний Клятві», — і відправляє її разом із Подриком на пошуки Санси Старк. Петир Бейлиш розмовляє із Сансою, а Оленна Тирел — із внучкою Маргері; кожний із них розкриває свою роль у вбивстві короля Джоффрі. У Чорному замку дозорці, у тому числі і Локк (посланий Болтонами для вбивства Джона, Брана та Рікона), готуються до битви із здичавілими. Аллісер Торне дозволяє Джону Сноу вирушити за Стіну, у замок Крастера, і Гренн, Скорботний Едд та Локк як добровольці приєднуються до нього. Бран і його супутники добираються до замку Крастера і попадають у полон до бунтівників на чолі з Карлом. Бунтівники, по прикладу Крастера, віддають Білим Ходакам останню новонароджену дитину; Білий Ходак на мертвому коні відвозить її на далеку північ і кладе на вівтар. Після дотику іншого Білого Ходака очі немовляти стають такими ж синіми, як і у Білих Ходаків. |    |                                                  |                |                           |             |
| 35 | 5  | Перший його імені (First of His Name)            | Майкл Макларен | Девід Беніофф та Ден Вайс | 04.05.2014  |
| У Червоному замку проходить коронація Томмена. Серсея розповідає Маргері Тирел про жорстокість Джоффрі і про те, що Томмен буде по справжньому гідним королем. Серсея і Тайвін планують весілля юного короля і Маргері Тирел. Тайвін розповідає, що золоті копальні на західних землях вичерпалися, і нічим віддавати борги Залізному банку Браавоса. Серсея ж обіцяє батьку вийти заміж за Лораса, оскільки наближення Тирелів до корони поліпшить фінансове положення. Брієна і її новоспечений зброєносець Подрик починають свій шлях на північ, намагаючись порозумітися між собою. Петир Бейлиш разом із Сансою Старк прибувають в Орлине Гніздо, де Санса проживає під чужим ім'ям. Ліза Таллі, тітка Санси, що прагне свого швидкого весілля із Петиром, в пориві почуттів признається, що саме вона за наказом Петира отруїла свого першого чоловіка, Джона Аррена, а після цього у листі до своєї сестри Кетлін звинуватила в цьому Ланістерів. Згодом, засліплена ревнощами, вона звинувачує Сансу в порочному зв'язку із лордом Бейлишем. Дейнеріс обговорює плани на майбутнє, і, усупереч пораді Джораха, залишається в Затоці Работорговців, отримавши тривожні вісті із Астапора та Юнкаю. Джон Сноу з братами штурмують замок Крастера. Джон один на один б'ється із Карлом, але той виявляється сильнішим за нього. Поєдинок майже програно, але одна із дочок Крастера встромляє у спину Карла ніж. Той з подивом обертається, намагаючись завдати удару у відповідь, але Джон добиває його. Локк намагається викрасти Брана і відвезти з собою, але Ходор, в якого вселяється Бран, вбиває його. Жойєн переконує Брана не зустрічатися із Джоном, оскільки той не дозволить їм продовжити шлях на Північ. Всі четверо — Бран, Жойєн, Міра та Ходор — продовжують свій шлях далі, так і не зустрівшись із Джоном, який з братами, що залишилися в живих після штурму, спалюють замок із загиблими у бою. Вдови Крастера відмовляються від запрошення вирушити у Чорний Замок. |    |                                                  |                |                           |             |
| 36 | 6  | Закони богів та людей (The Laws of Gods and Men) | Алік Сахаров   | Браян Когман              | 11.05.2014  |
| Станніс та Давос перетинають море і звертаються до Залізного Банку Браавоса. Банкіри не хочуть позичати гроші, але після полум'яної промови Давоса міняють своє рішення. Отримавши гроші, Давос знову переманює на сторону Станніса свого старого друга Салладора Саана. На півночі Яра Грейджой та її люди з боєм прориваються у Дредфорт, де на псарні знаходять Вонючку-Теона; він відмовляється втікати з ними, і Яра повертається на корабель, оголосивши, що її брата більше немає. В Міерині Дейнеріс приймає прохачів — бідного пастуха, чиїх кіз убив дракон, і знатного пана Хиздара зо Лорака, який просить дозволу поховати батька, розіп'ятого за наказом Дейнеріс. Дейнеріс наказує сплатити потрійну вартість убитих кіз та дозволяє Хиздару поховати батька. У Королівській Гавані напередодні суду над Тіріоном, Тайвін радиться з Малою радою і Джеймі; останній обіцяє покинути Гвардію і підкорятися батьку, якщо його братові Тіріону збережуть життя. На суді ряд свідків, у тому числі і Шая, звинувачують Тіріона у вбивстві Джоффрі. Тіріон, усупереч очікуванням Тайвіна та Джеймі, виголошує полум'яну промову, признається, що він не вбивав Джоффрі, але шкодує, що не зробив цього, звинувачує усіх в невдячності за порятунок від Станніса у битві над Черноводною, і вимагає божого суду — випробування поєдинком. |    |                                                  |                |                           |             |
| 37 | 7  | Пересмішник (Mockingbird)                        | Алік Сахаров   | Девід Беніофф та Ден Вайс | 18.05.2014  |
| У темниці Королівської Гавані Тіріон приймає відвідувачів, які могли б послужити йому захисниками в поєдинку: однорукий Джеймі признається, що вже не є таким вправним воїном, як раніше, Брон, підкуплений Серсеєю і не збирається ризикувати своїм життям заради карлика. У Річкових землях Пес та Арія у розореному селі зазнають нападу розбійників Роржа та Кусаки; Пес отримує рану, яка скоро запалюється, але він навідріз відмовляється її припекти вогнем через його боязнь. Він розповідає про причини цієї фобії, Арія допомагає йому обробити рану. Брієна та Подрик відвідують готель на перехресті і стикаються із Пиріжком, який розповідає їм, що бачив Арію Старк (яка вважалася загиблою, оскільки її ніхто не бачив від часу страти Неда Старка). Подрик припустив, що Арію повезуть в Орлине Гніздо, оскільки там живуть єдині родичі Арії, що залишилися у живих, які можуть заплатити за неї викуп. Джон та його загін повертаються на Стіну, де їх чекає холодний прийом: Аллісер Торне і інші офіцери не прислухаються до пропозицій Джона про оборону Стіни. В Міерині Дааріо пробирається в покої Дейнеріс і проводить з нею ніч; на ранок Дейнеріс наказує йому захопити Юнкай і убити панів. Джорах переконує її не вбивати панів, і вона відправляє його і Хиздара зо Лорака переконати панів Юнкаю підкоритися. На Драконовому Камені Селіса Флорен відвідує Мелісандру, яка має намір узяти Ширен в похід. В Орлиному Гнізді Санса дає ляпас Робіну, розсердившись за його буйну і жорстоку вдачу. Петир признається Сансі, що убив Джоффрі в помсту за Кетлін. Ліза Аррен стає свідком поцілунку Петира Бейлиша та Санси і в пориві ревнощів намагається викинути Сансу в провалля Місячних Дверей. Бейлиш вбиває Лізу, викинувши її саму в Місячні Двері, при цьому признається, що завжди любив тільки її сестру Кетлін. До Тіріона приходить принц Оберін Мартелл і обіцяє виступити захисником на суді поєдинком, бажаючи помститися Григору Клігану («Горі») за вбиту свою сестру та її дітей. |    |                                                  |                |                           |             |
| 38 | 8  | Гора та Змій (The Mountain and the Viper)        | Алекс Грейвс   | Девід Беніофф та Ден Вайс | 21.06.2014  |
| Загін здичавілих Тормунда атакує Кротове Містечко, вбиваючи усіх на своєму шляху, проте Джиллі із дитиною вдається сховатися. Брати з Чорного Замку усвідомлюють, що вони наступні. Теон Грейджой за наказом Рамсі Сноу входить в зайняту залізнородженими фортецю Рів Кейлін і умовляє її захисників здатися, обіцяючи їм помилування і вільний прохід до їх кораблів, проте Рамсі порушує обіцянку і жорстоко страчує всіх. За взяття Рову Кейлін Русо Болтон робить Рамсі своїм законним сином. В Орлиному Гнізді лорди Долини допитують Мізинця про смерть Лізи Аррен. Коли як свідка викликають Сансу Старк, їй вдається переконати лордів, що це було самогубство. В Міерині сер Баррістан отримує лист, колись підписаний Робертом Баратеоном, і дізнається, що Джорах Мормонт шпигував за Дейнеріс в обмін на помилування у Вестеросі. Джорах признається, що був інформатором Вейриса. Розгнівана Дейнеріс виганяє його. Пес із Арією прибуває в Орлине Гніздо, але смерть Лізи Аррен руйнує його плани по отриманню викупу. У Королівській Гавані починається поєдинок між Оберіном Мартеллом та Григором Кліганом. Оберін, майстерно орудує отруєним списом і наносить «Горі» декілька серйозних поранень, внаслідок чого той падає на землю. Вирішивши, що «Гора» вже переможений, Оберін безпечно наблизився до нього, вимагаючи, щоб той перед смертю покаявся у вбивстві Елії Мартелл і розповів, хто віддав йому такий наказ, проте Григор збиває його з ніг, і роздавлює Оберіну череп, після чого сам падає без свідомості. Після чого Тайвін Ланістер засуджує Тіріона до страти. |    |                                                  |                |                           |             |
| 39 | 9  | Вартові на Стіні (The Watchers on the Wall)      | Ніл Маршалл    | Девід Беніофф та Ден Вайс | 08.06.2014  |
| Вартові на Стіні та здичавілі в її околицях готуються до битви. Джиллі і дитиною вдається повернутися в Чорний Замок, і Сем ховає її в льоху. Пронизливий сигнал рогу повідомляє про прихід армії Манса - на півночі горить ліс. Аллісер Торне командує лучниками нагорі Стіни, але вимушений спуститися вниз в замок, коли Тормунд, Стир, Ігрит та їх товариші під час штурму із півдня прориваються всередину. З північного боку здичавілі та велетні із прирученим мамонтом намагаються зламати ворота. Гренн і декілька дозорців захищають тунель за воротами від велетня, що прорвався всередину, і гинуть. Джон Сноу повертається в замок і вбиває Стира. Ігрит вбиває з лука Піпа, але і сама отримує смертельне поранення та помирає на руках Джона. Дозорцям вдається відстояти замок і Стіну, але Джон не вважає перемогу остаточною: у Манса досить воїнів, щоб повторювати атаку за атакою. Він самостійно вирушає через ворота на північ, щоб убити «короля-за-стіною». |    |                                                  |                |                           |             |
| 40 | 10 | Діти (The Children)                              | Алекс Грейвс   | Девід Беніофф та Ден Вайс | 15.06.2014  |
| Під час зустрічі Джона Сноу з Мансом, на табір здичавілих нападає кіннота Станніса Баратеона. Військо знищують, а «короля-за-стіною» за порадою Джона Сноу, беруть у полон. Тим часом в Королівській Гавані Серсея Ланістер намагається вилікувати Григора Клігона, пораненого під час бою з Оберином Мартеллом. Також вона зізнається батькові про свій зв’язок із Джеймі, і погрожує розповісти про це всім, якщо Тайвін змусить її вийти за Лораса Тирела. За вузьким морем раб на аудієнції у Дейнеріс Таргарієн просить її дозволити йому повернутись назад у рабство, тому що там він хоча б комусь був потрібен. Також, один з підданих скаржиться на те що дракон спалив його дитину. Дейнеріс припинає двох драконів (Рейєгаля та Вісеріона) у підземеллі ланцюгом. Нічна варта спалює вбитих здичавілих, воїнів Станніса, та нічної варти у чорному замку. Джон Сноу знову вирушає за стіну, щоб спалити там тіло своєї коханої Ігрит. Бран Старк та його супутники на північ від Стіни знаходять дерево. Біля дерева на них нападають ожилі скелети які вилізають із-під снігу. За допомогою магії їх рятує істота яка каже що перші люди називали її вид "дітьми лісу", але вони з'явились тут раніше за людей. Істота веде їх в печеру під стовбуром дерева, де вони зустрічають триокого ворона, в образі старого діда. Тим часом Брієна Тарт в горах біля Орлиного Гнізда зустрічає Арію Старк із Псом. Пес вважає що Бріані платять Ланістери, тому що в неї меч, який дав їй Джеймі. В результаті жорстокого поєдинку, Пес падає зі скали і на смерть калічиться. Він благає Арію добити його, але та залишає Пса вмирати самого. Джеймі Ланістер звільняє свого брата, Тіріона із в'язниці де той очікував смертної кари. Той пробирається в спальню до «правиці короля» (свого батька), і знаходить на ліжку свою коханку Шаю. В приступі люті він її задушує. Далі взявши зі стіни арбалет і знаходить свого батька в туалеті де після недовгої розмови випускає в нього кілька стріл. Далі він зустрічається із Вайрісом який допомагає йому втекти. Арія Старк знаходить корабель, капітан якого збирається вирушити до Бравоса. Вона дає йому залізну монету, каже пароль: «Валар Моргуліс» і капітан одразу погоджується пливти на північ до великої стіни. Корабель відпливає. |    |                                                  |                |                           |             |

## Реакція

### Відгуки критиків
Четвертий сезон був позитивно оцінений більшістю критиків. Однак, сцена з третього епізоду, коли Джеймі Ланністер ґвалтує свою сестру та колишню коханку в Великій Септі Бейелора, стала об'єктом критики. В романі Серсея дає усну згоду на статевий акт, в той час як в телесеріалі вона цього не робить. Фінальний епізод також був розкритикований фанатами через відсутність подій з епілогу «Буря мечів», котрі, як очікувалось, будуть заключними в цьому сезоні.
На Metacritic четвертому сезону були надані 94 бали із 100, що засновані на 29 відгуків, котрі відображають «загальне визнання».

### Нагороди
На 30-й церемонії премії ТСА, серіал був номінований за найкращі досягнення в драмі та на програму року. На 4-й церемонії премії Вибору телевізійних критиків, серіал був номінований за найкращий драматичний серіал, а Дайана Рігг отримала номінацію як найкраща запрошена зірка в драматичному серіалі. На 66-й церемонії премії "Еммі", серіал отримав 19 номінацій, включаючи найкращий драматичний серіал, Пітер Дінклейдж був номінований як найкращий актор другого плану в драматичному серіалі, Ліна Гіді як найкраща актриса в драматичному серіалі,Дайана Рігг як найкраща запрошена актриса в драматичному серіалі, Девід Беніофф та Ді Бі Вайсс за найкращий сценарій драматичного серіалу за «Дітей», та Ніл Маршалл за найкращу режисуру драматичного серіалу за «Дозорних на Стіні». На 67-й церемонії премії Гільдії сценаристів США, серіал був номінований як найкращий драматичний серіал, а Джордж Р. Р. Мартін був номінований за найкращу епізодичну драму за «Льва та Троянду». На 21-й церемонії премії Гільдії кіноакторів США, акторський склад був номінований за найкращий акторський склад в драматичному серіалі, а серіал виграв премію за найкращий каскадерський склад. На 72-й церемонії премії «Золотий глобус», серіал був номінований за Премія «Золотий глобус» за найкращий серіал — драма. На 67-й церемонії премії Гільдії режисерів Америці, Алекс Грейвз був номінований за найкращу режисуру драматичного серіалу за епізод «Діти».